# Coffee Stain Studios
Coffee Stain Studios AB je švédské vývojářské studio se sídlem ve Skövde. Studio, založené v roce 2010 devíti studenty Univerzity ve Skövde, je známé především díky hrám Goat Simulator, která vyšla v dubnu 2014, a Satisfactory, která vyšla v září 2024. Jeho mateřská holdingová společnost provozuje také vydavatelství Coffee Stain Publishing a většinově vlastní studia Box Dragon a Lavapotion. V listopadu 2018 skupinu Coffee Stain koupila společnost THQ Nordic AB (později známá jako Embracer Group).

## Historie
Coffee Stain Studios bylo založeno v roce 2010 ve švédském Skövde skupinou devíti studentů z Univerzity ve Skövde: Anton Westbergh, Johannes Aspeby, Mikael Mård, Oscar Jilsén, Gustaf Tivander, Daniel Lundwall, Markus Rännare, Joakim Sjöö a Stefan Hanna. Jejich první hra, I Love Strawberries, byla vydána koncem téhož roku pro iOS společností Atari.
V roce 2010 se Coffee Stain Studios se svým modem Sanctum zúčastnilo moddingové soutěže pro Unreal Tournament 3 s názvem „Make Something Unreal“, kterou pořádaly společnosti Epic Games a Intel. Mod byl dobře přijat, což vedlo Coffee Stain Studios k použití Unreal Development Kitu k vývoji Sanctum jako samostatné hry. V březnu následujícího roku studio uzavřelo pětiletou licenční smlouvu se společností Epic na jejich technologii Unreal Engine 3. Sanctum jako samostatná hra byla vydána v dubnu 2011. V květnu 2013 následovalo její pokračování, Sanctum 2. V únoru 2014 získalo Coffee Stain Studios od společnosti Atari práva na hru I Love Strawberries a hru s několika vylepšeními znovu vydalo pro iOS.
Coffee Stain Studios se výrazně proslavilo vydáním hry Goat Simulator v dubnu 2014. Ačkoli titul sklidil smíšené kritiky, protože byl záměrně vydán v zabugovaném stavu, aby se využila jeho ragdoll fyzika, stal se velmi úspěšným prostřednictvím Let's Play videí a streamerů. Do srpna 2014 překonal Goat Simulator všechny prodeje předchozích her studia dohromady a do března 2016 vygeneroval tržby přes 12 milionů $.
Dne 23. února 2017 společnost Coffee Stain Holding oznámila založení dceřiné společnosti Coffee Stain Publishing, která bude působit jako vydavatelská entita v rámci skupiny Coffee Stain. Prvním titulem vydaným prostřednictvím Coffee Stain Publishing byl Huntdown od švédského vývojářského týmu Easy Trigger Games. Následující den získala Coffee Stain Holding menšinový podíl ve vývojářském studiu Ghost Ship Games a stala se vydavatelem jejich připravované hry Deep Rock Galactic. V dubnu 2017 získala Coffee Stain Holding také menšinový podíl v nově založeném studiu Lavapotion se sídlem v Göteborgu. V červenci 2017 odešel z Mojangu Daniel Kaplan, první zaměstnanec švédského studia, a připojil se k Coffee Stain Publishing.
Dne 30. ledna 2018 Coffee Stain Studios oznámilo iniciativu „Levelling the Playing Field“ zaměřenou na malé firmy, které zaměstnávají alespoň tolik žen jako mužů a potřebují finanční prostředky ve výši maximálně 1 milionů SEK (přibližně 127 000 $). Prostřednictvím této iniciativy investovala Coffee Stain Holding do dánského vývojáře Other Tales Interactive (tým dvou žen) výměnou za menšinový podíl. V rámci tohoto programu bylo v listopadu 2019 investováno do druhého studia, Kavalri se sídlem ve Stockholmu. Následující den získala Coffee Stain Holding většinový podíl ve švédském studiu Gone North Games, které vyvinulo, Coffee Stain Publishing vydanou, hru A Story About My Uncle a stahovatelný obsah pro Goat Simulator. Po akvizici bylo Gone North Games přejmenováno na Coffee Stain North.
Dne 14. listopadu 2018 Coffee Stain Holding, její dceřiné společnosti a její duševní vlastnictví koupila švédská holdingová společnost THQ Nordic AB (později známá jako Embracer Group) za 317 milionů SEK (přibližně 34,9 milionů $), s možností dalších výplat, pokud dosáhnou určitých milníků. Coffee Stain Holding nadále funguje nezávisle v rámci skupiny Embracer Group, přičemž spoluzakladatel Coffee Stain Holding Westbergh zůstává generálním ředitelem. V té době měla skupina Coffee Stain 45 zaměstnanců, z nichž Coffee Stain Studios zaměstnávalo 24. Do srpna 2019 se tento počet zvýšil na 25.
V září 2020 Coffee Stain Studios rozšířilo iniciativu Levelling the Playing Field o týmy zahrnující osoby s odlišnou rasovou a etnickou příslušností, ženy a nebinární osoby. Třetí investicí v rámci této iniciativy se stalo studio Happy Broccoli Games. Dne 18. listopadu 2020 společnost Embracer oznámila, že od zakladatelů odkoupí 40% podíl ve studiu Coffee Stain North a převede ho na plně vlastněnou dceřinou společnost Coffee Stain Holding.
V srpnu 2021 koupila skupina Embracer Group studia Ghost Ship Games a Easy Trigger a obě je zařadila pod společnost Coffee Stain Holding. V březnu 2022 společnost Coffee Stain Publishing oznámila, že navázala spolupráci s rakouským studiem Rare Earth Games, vlastněným sesterskou společností Coffee Stain Holding, Amplifier Game Invest, s cílem publikovat nové kooperativní akční IP.
V srpnu 2022 bylo v rámci velkého nákupu nemovitostí potvrzeno, že společnost Embracer získala za 100 milionů dolarů „tajného vývojáře“, který by přešel pod Coffee Stain Holding. V prosinci několik zpravodajských serverů odhalilo, že se jedná o koupi vývojářského Roblox studia Shortcake AB, a jeho hry „Welcome to Bloxburg“ za 100 milionů dolarů a přejmenování studia na Coffee Stain Gothenburg. Tvůrce hry, Coeptus, oficiálně potvrdil novou spolupráci v lednu 2023.

## Holdingová struktura
| Společnost                                  | Sídlo                | Založení | Podíl                  |
| ------------------------------------------- | -------------------- | -------- | ---------------------- |
| Box Dragon AB                               | Göteborg, Švédsko    | 2019     | 70% (2019)             |
| Coffee Stain Gbg AB (Shortcake AB)          | Göteborg, Švédsko    | 2017     | 100% (2022)            |
| Coffee Stain North AB (Gone North Games AB) | Stockholm, Švédsko   | 2013     | 60% (2018) 100% (2020) |
| Coffee Stain Publishing AB                  | Stockholm, Švédsko   | 2017     | 70% (2017) 100% (2018) |
| Coffee Stain Studios AB                     | Skövde, Švédsko      | 2010     | 100% (2016)            |
| Easy Trigger AB                             | Trollhättan, Švédsko | 2016     | 100% (2021)            |
| Lavapotion AB                               | Göteborg, Švédsko    | 2017     | 60% (2017)             |
| Mediocre AB                                 | Skövde, Švédsko      | 2011     | 100% (2023)            |

## Vyvinuté hry
| Rok  | Titul                            | Platforma(y)                                                                                           | Vydavatel(é)                            |
| ---- | -------------------------------- | --- | --------------------------------------- |
| 2010 | I Love Strawberries              | iOS | Atari                                   |
| 2011 | Sanctum                          | macOS, Windows                                                                                         | Coffee Stain Studios                    |
| 2013 | Super Sanctum TD                 | iOS, macOS, Windows                                                                                    | Coffee Stain Studios                    |
| 2013 | Sanctum 2                        | Linux, macOS, Windows, PlayStation 3, Xbox 360                                                         | Coffee Stain Studios, Reverb Publishing |
| 2014 | Goat Simulator                   | Android, iOS, Linux, macOS, Nintendo Switch, PlayStation 3, PlayStation 4, Windows, Xbox 360, Xbox One | Coffee Stain Studios, Double Eleven     |
| 2019 | Satisfactory (předběžný přístup) | Windows                                                                                                | Coffee Stain Publishing                 |
| 2024 | Satisfactory                     | Windows                                                                                                | Coffee Stain Publishing                 |

## Publikované hry
| Rok  | Titul                                   | Platforma(y)                                                                  | Vývojář(i)                                         |
| ---- | --------------------------------------- | ----------------------------------------------------------------------------- | -------------------------------------------------- |
| 2014 | A Story About My Uncle                  | Linux, macOS, Windows                                                         | Gone North Games                                   |
| 2016 | The Westport Independent                | Android, iOS, Linux, macOS, Windows                                           | Double Zero One Zero                               |
| 2018 | Puppet Fever                            | Windows                                                                       | Coastalbyte Games                                  |
| 2019 | Tick Tock: A Tale for Two               | Android, iOS, macOS, Nintendo Switch, Windows                                 | Other Tales Interactive                            |
| 2020 | Deep Rock Galactic                      | PlayStation 4, PlayStation 5, Windows, Xbox One                               | Ghost Ship Games                                   |
| 2020 | Huntdown                                | Android, iOS, Linux, macOS, Nintendo Switch, PlayStation 4, Windows, Xbox One | Easy Trigger                                       |
| 2021 | Valheim                                 | Linux, macOS, Windows, Xbox                                                   | Iron Gate                                          |
| 2022 | Midnight Ghost Hunt (předběžný přístup) | Linux, macOS, Windows                                                         | Vaulted Sky Games                                  |
| 2022 | Songs of Conquest (předběžný přístup)   | macOS, Windows                                                                | Lavapotion                                         |
| 2022 | Goat Simulator 3                        | PlayStation 5, Windows, Xbox Series X/S, Xbox One, Nintendo Switch            | Coffee Stain North                                 |
| 2024 | Goat Simulator Remastered               | PlayStation 5, Windows, Xbox Series X/S                                       | Coffee Stain Studios, Coffee Stain North, Fishlabs |
| 2025 | As We Descend                           | Windows                                                                       | Box Dragon                                         |